# Halloweentown II - La vendetta di Kalabar
Halloweentown II - La vendetta di Kalabar (Halloweentown II: Kalabar's Revenge) è un film per la televisione, seguito di Halloweentown - Streghe si nasce e secondo capitolo della serie di Halloweentown.

## Trama
Call, il figlio di Kalabar, ruba il libro delle magie della nonna ed è intenzionato a vendicare il padre rendendo la città e i suoi abitanti grigi e apatici. Per farlo farà finta di innamorarsi di Marnie.

## La serie
- Halloweentown - Streghe si nasce (1998)
- Halloweentown II - La vendetta di Kalabar (2001)
- Halloweentown High - Libri e magia (2004)
- Ritorno ad Halloweentown (2006)